# District de Shibetsu
Pour les articles homonymes, voir Shibetsu (homonymie).

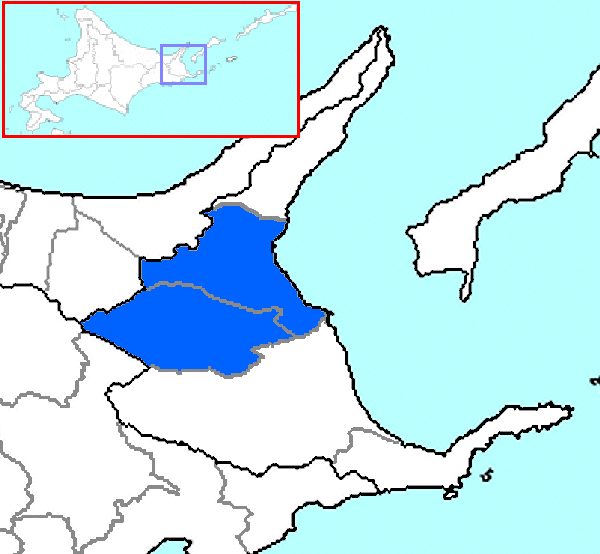
Emplacement du district de Shibetsu dans la sous-préfecture de Nemuro.

Le district de Shibetsu (標津郡, Shibetsu-gun) est un district situé dans la sous-préfecture de Nemuro, sur l'île de Hokkaidō, au Japon.

## Géographie

### Démographie
En 2015, la population du district de Shibetsu était estimée à 29 466 habitants répartis sur une superficie de 1 309 255 km2 (densité de population d'environ 22 hab./km2).

### Divisions administratives
Le district de Shibetsu est constitué de deux bourgs : Nakashibetsu et Shibetsu.